# Hawker Hornbill
Hawker Hornbill là mẫu máy bay quân sự Hawker cuối cùng được thiết kế dưới sự chỉ đạo của W. G. Carter.

## Tính năng kỹ chiến thuật (Hornbill)
Dữ liệu lấy từ The British Fighter since 1912
Đặc điểm tổng quát
- Kíp lái: 1
- Chiều dài: 26ft 7¼ in (8,11 m)
- Sải cánh: 31 ft 0 in (9,45 m)
- Chiều cao: 9 ft 8 in (2,95 m)
- Diện tích cánh: 317 ft² (29,5 m²)
- Trọng lượng rỗng: 2.975 lb (1.349 kg)
- Trọng lượng có tải: 3.769 lb (1.710 kg)
- Trọng lượng cất cánh tối đa: 3.820 lb (1.736 kg)
- Động cơ: 1 × Rolls-Royce Condor IV, 698 hp (520 kW)

 Hiệu suất bay 
- Vận tốc cực đại: 163 kn (187 mph, 301 km/h) trên mực nước biển
- Tầm bay: 174 nmi (200 mi, 322 km)
- Trần bay: 22.700 ft (6.920 m)
- Lên độ cao 10.000 ft (3.050 m): 6,5 phút

Trang bị vũ khí

- Súng: 1 × súng máy Vickers Mk 2.303 in (7,7 mm)